# Döbrichau (Dornburg-Camburg)
Döbrichau ist eine weilerartige Kleinsiedlung mit vier Gehöften. Sie bildet einen Ortsteil der Stadt Dornburg-Camburg im Saale-Holzland-Kreis in Thüringen. Die Gehöfte liegen etwa einen Kilometer nordöstlich von Zöthen, dicht an der Landesgrenze zu Sachsen-Anhalt.

## Geschichte
1350 fand die erste urkundliche Erwähnung des Weilers statt. Das bislang älteste noch erhaltene Verzeichnis der Einwohner des Ortes geht auf das erste Drittel des 15. Jahrhunderts zurück.
Der Ort gehörte zum wettinischen Amt Camburg, welches aufgrund mehrerer Teilungen im Lauf seines Bestehens zu verschiedenen Ernestinischen Herzogtümern gehörte. 1826 kam der Ort als Teil der Exklave Camburg vom Herzogtum Sachsen-Gotha-Altenburg zum Herzogtum Sachsen-Meiningen. Von 1922 bis 1939 gehörte Döbrichau zur Kreisabteilung Camburg.
Am 1. Juli 1950 wurde Döbrichau nach Zöthen eingemeindet.